# Колденен
Колденен (каз. Көлденең, до 2007 г. — Аксаковка) — село в Урджарском районе Абайской области Казахстана. Административный центр и единственный населённый пункт Колдененского сельского округа. Код КАТО — 636435100.

## Население
В 1999 году население села составляло 1618 человек (807 мужчин и 811 женщин). По данным переписи 2009 года, в селе проживало 1478 человек (736 мужчин и 742 женщины).